# Demigeneridade

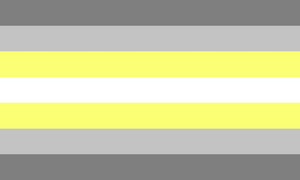
Bandeira demigênero por druxydeity no Tumblr

A demigeneridade (semigeneridade) diz respeito à um indivíduo onde sua identidade de gênero é parcial, ou seja, que se identifica parcialmente com a identidade de um determinado gênero, fazendo assim que o gênero seja dividido em partes; sendo uma parte definitivamente conhecida enquanto a outra pode ser também conhecida, sendo inexistente (agênero), neutra ou fluida, ou desconhecida/desimportante/incompreensível/não identificável. 
Por demigênero ser também um termo guarda-chuva dentro do espectro não-binário, existem diversas identidades demigênero (português brasileiro) ou demigénero (português europeu) (semigênero ou semigénero), no qual cada uma representa a conexão parcial de gênero a uma identidade específica. 
Indivíduos demigêneros independentemente do gênero designado ao nascer são igualmente trans. 

## Identidades
Alguns exemplos de demigênero ou semigênero:
- Demi-homem[5][6],demi-homenidade ou demi-hombridade (em inglês: demiboy, demiguy, demimasculine - demimasc abreviando e demiman. Em português: demigaroto ou semigaroto, demimenino ou semimenino, demimoço ou semimoço, demimasculino ou semimasculino - semimasc abreviando e semi-homem): um gênero que é parcialmente masculino, sendo metade masculino e metade algo mais; alguém com uma identificação parcial para com a homenidade ou o gênero masculino;[7][8]
- Demimulher ou demimulheridade (em inglês: demigirl, demifemme, demifeminine - demifem abreviando e demiwoman. Em português: demigarota ou semigarota, demimenina ou semimenina, demimoça ou semimoça, demifeminino(a) ou semifeminino(a) - semifem abreviando e semimulher): um gênero que é parcialmente feminino, sendo metade feminino e metade algo mais; alguém com uma identificação parcial para com a mulheridade ou o gênero feminino;[9][10][11]

- Demi-não-binário (em inglês: deminonbinary e demienby. Em português: demigarote ou semigarote, demimenine ou semimenine, demimoce ou semimoce e semi-não-binário): um gênero que é parcialmente não-binário, sendo uma metade não-binária e a outra metade desconhecida, irreconhecível ou inexistente; alguém cujo gênero é uma não-binariedade parcial, mas não integral ou inteira;[12][13]

- Demineutrois (demineutre ou semineutre, demineutro ou semineutro, demineutra ou semineutra, demineutralidade ou semineutralidade e semineutrois): um gênero que é parcialmente neutro ou neutrois, sendo uma metade neutra e a outra metade desconhecida, irreconhecível ou inexistente; alguém com uma identificação parcial para com a neutralidade de gênero;[14][15]

- Demiandrógine (demiandrógina ou semiandrógina, demiandrógino ou semiandrógino, demiandroginia ou semiandroginia, demiandroginidade ou semiandroginidade e semiandrógine; em inglês:  demiandrogyne): um gênero que é parcialmente andrógine, sendo metade andrógine e metade algo mais; alguém com uma identificação parcial associada à androginia;[16][17][18]

- Demiagênero (semiagênero; em inglês:  demiagender): um gênero que é parcialmente ausente (agênero), sendo uma metade ausente de gênero e a outra metade desconhecida, irreconhecível ou não identificável;[19] alguém com uma identificação parcial para com a ausência de gênero;[20][21]

Obs: A identidade demiagênero não diz respeito à uma identidade completamente ausente de identidade de gênero, pois uma metade da identidade ser desconhecida ou não identificável não faz dela inexistente, como na outra metade conhecida do gênero (onde se tem a certeza que a ausência de gênero existe); sendo então, parcialmente agênero - parte agênero e parte "algo";
- Demifluide (demifluido ou semifluido, demifluida ou semifluida e semifluide; em inglês:  demifluid): um gênero que é parcialmente fluido, sendo uma metade estática (podendo ser qualquer identidade) e a outra metade flutua entre gêneros diversos; alguém com uma identificação parcial para com a fluidez de gênero. Os gêneros que uma pessoa demifluide pode fluir varia de indivíduo para indivíduo[22][23]

## Etimologia
A palavra "demigênero" é derivada do prefixo demi-, que significa "meio" ou "metade", do francês antigo, tendo origem na palavra dimidius em latim. Sendo assim, a palavra "demigênero" significa, "metade do gênero" ou "meio-gênero".

## História
O registro mais antigo na internet que existe sobre demigênero é um post do usuário Bad Patient de AVEN's transyadas, em 12 de agosto de 2010, onde o usuário postou o texto a baixo (traduzido do inglês):
| “ | Eu estive pensando. (É uma coisa que eu faço. Praticamente tudo que faço, na verdade.) Ontem à noite eu estava deitado na cama e pensando no tipo de coisa que todo mundo pensa antes de adormecer: minha estranha identidade sexual e de gênero. A certa altura, lembrei-me de que gostava do termo “demirromântico” e, rindo, disse a mim mesmo que qualquer palavra pode se relacionar comigo se apenas colocar um “semi-” na frente dela. E então percebi que isso poderia realmente me ajudar a encontrar uma palavra para minha identidade de gênero. Já faz algum tempo que sinto que posso ter muito do elemento masculino em mim para me chamar de agênero e me sentir bem com isso - então talvez fosse uma boa ideia me chamar de semiguy. Demidude. Demibloke. Só não demiman, tyvm, porque só aceito ser chamado de homem quando você está falando do meu corpo e não da minha mente, e mesmo assim prefiro adjetivos como “masculino” ou “másculo” do que esse temido substantivo. Agora, não estou falando sério aqui, pois não vou sair por aí me chamando de meio-homem e acho que nunca encontrarei um termo que me descreva completamente - e se o fizer, minha identidade provavelmente mudará apenas para me irritar - mas eu gosto dessas palavras e sinto que elas podem realmente me descrever muito bem. Eu não tenho certeza. Mas, novamente, nunca tenho certeza de nada relacionado a mim mesmo. Assinado, Bad Patient, o Demiyada PS: O idiota elitista que há em mim gosta de se descrever com termos que provavelmente não são usados por mais ninguém. | ” |

Em dezembro deste mesmo ano, um usuário diferente deste fórum, buscando mais informações, escreveu que o único lugar onde poderia se encontrar uma descrição do termo "demigirl" era em wiki yada. Em resposta, o usuário A Long Time Ago postou o texto a baixo (traduzido do inglês):
| “ | Pelo que eu sei, esse e demiguy são termos inventados pelos yadas, portanto não há informações adicionais sobre isso. Esperançosamente, eles entrarão na Lista Mestre de Definições em breve, onde os termos terão mais visibilidade e então talvez se espalhem para um uso mais comum. Eu pessoalmente me identifico como demigirl porque me sinto como uma mistura de gênero feminino e com isso quero dizer que não tenho nenhuma identificação como homem, mas tenho uma identificação como mulher que não é muito forte. | ” |

"demigirl" e "demiguy" foram adicionados à Lista Mestre de Definições de gênero da AVEN (Asexual Visibility & Education Network) em 12 de dezembro de 2010.
Em 14 de outubro de 2011, "demigirl" e "demiboy" foram adicionados à página Genderqueer Identities & Terminology do popular blog Genderqueerid. A dona do blog, Marilyn Roxie, coletou dados para uma pesquisa com pessoas gêneroqueer neste ano (15 de setembro à 15 de outubro); nove pessoas marcaram a caixa de seleção “demiboy” e sete pessoas selecionaram “demigirl”.

#### Datas comemorativas
- Apesar de não ser uma data oficial em calendários ou ter muita visibilidade, o Dia da Conscientização e do Orgulho Demigênero é celebrado no dia 15 de dezembro. A data foi criada em 2021 por uma pessoa que usou o nome online Bluebolt712;
- No dia 21 de Junho comemora-se o dia da visibilidade demigirl, enquanto no dia 22 de Junho é comemorado o dia da visibilidade demiboy, datas também não oficiais em calendários.

## Símbolos

### Bandeiras
O principal símbolo das identidades demigêneros são suas bandeiras, onde todas são caracterizadas por seguirem um padrão de cores, sendo elas respectivamente as cores: cinza escuro, cinza, uma cor intermediária que varia com o gênero em questão e o branco no centro.
Os tons de cinza das bandeiras representam a conexão parcial, ou seja, a natureza parcial do gênero, e áreas cinza; a cor que varia é geralmente associada ao gênero em questão (rosa a garotas, azul a garotos, amarelo e roxo a não-binariedade, etc); e o branco tem ligação com o espectro agênero, a neutralidade de gênero, e um gênero indefinido, refletindo inclusive a faixa branca na bandeira trans. Por vezes, as faixas centrais (amarela, branca e amarela, na bandeira demigênero original) são substituídas pelas cores das bandeiras do gênero relacionado em questão. Por exemplo, a bandeira demiandrógine (cores intermediárias rosa, roxo e azul) e a bandeira demineutrois alternativa (cores intermediárias branco, verde e preto).

Bandeira demigênero ou demi-não-binária
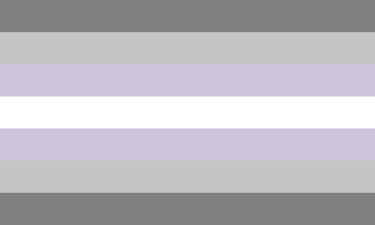
variação exclusiva da bandeira demi-não-binária
Bandeira demiboy
Bandeira demigirl
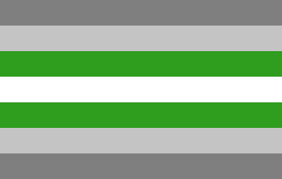
Bandeira demineutrois
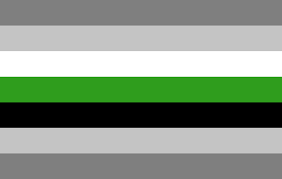
variação alternativa da bandeira demineutrois
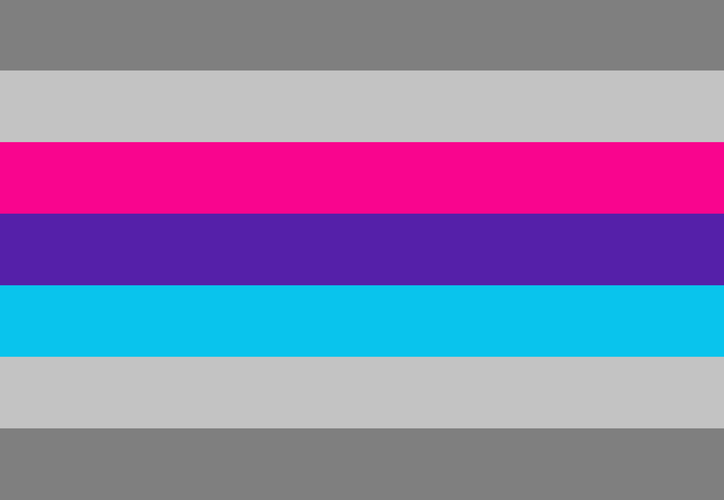
Bandeira demiandrógina
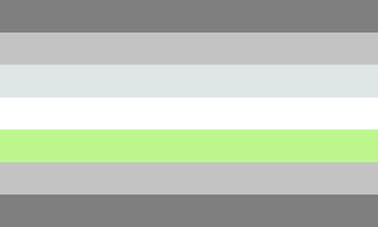
Bandeira demiagênero
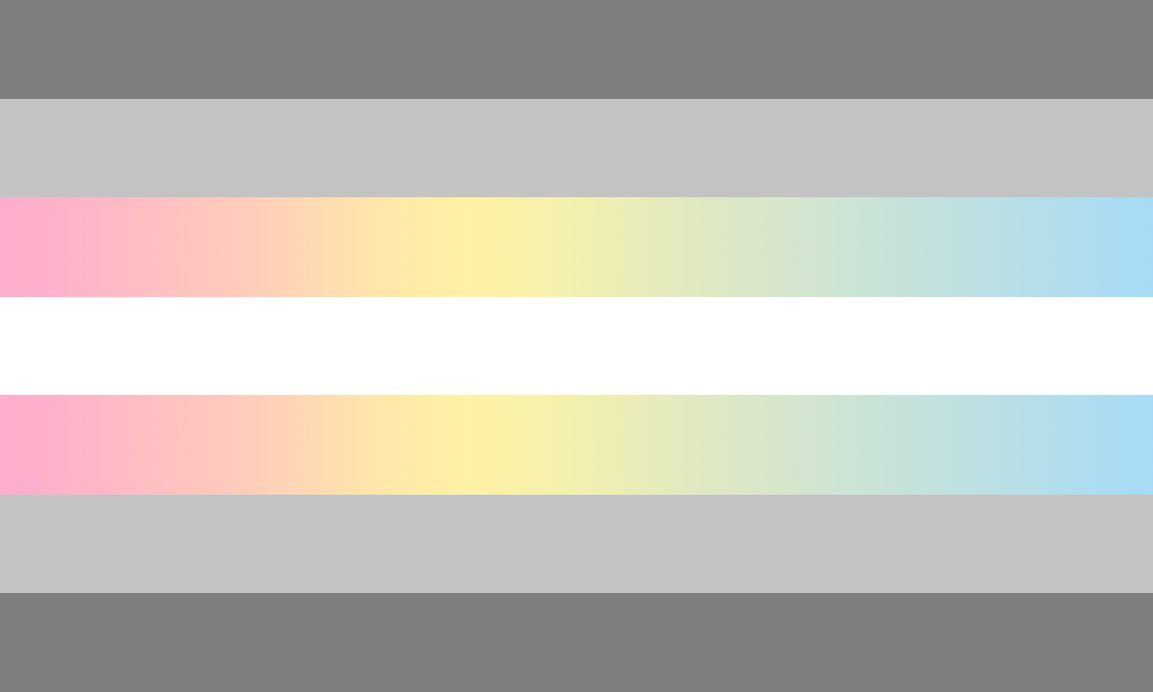
Bandeira demifluida

### Símbolos de gênero

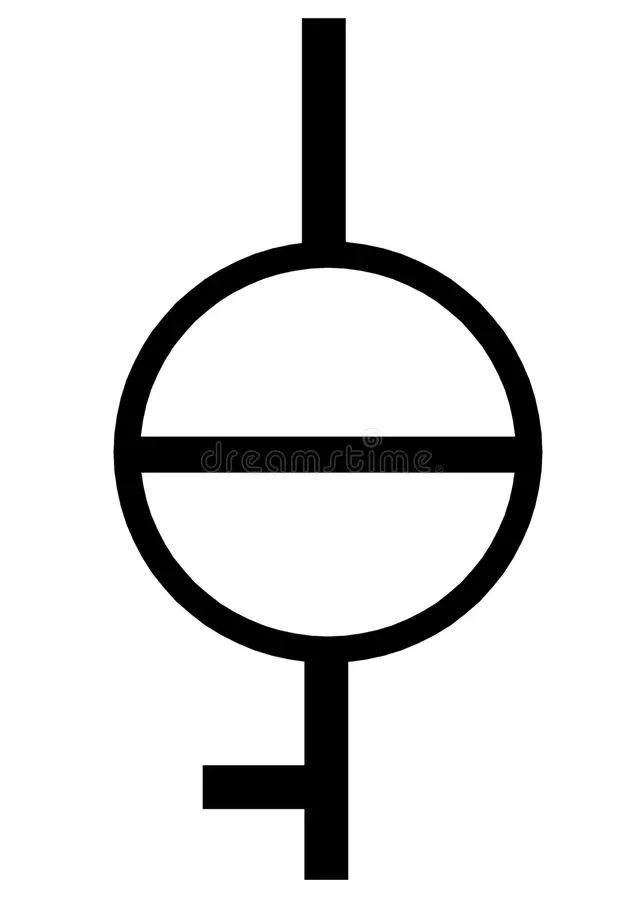
Símbolo demigênero
Símbolo demimasculino
Símbolo demifeminino
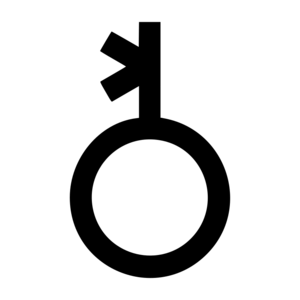
Símbolo demi-não-binário
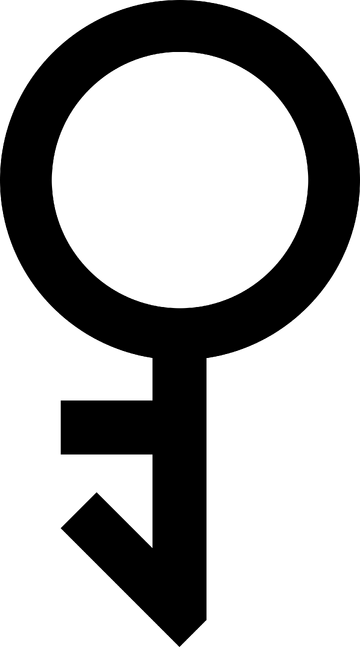
Símbolo demiandrógine
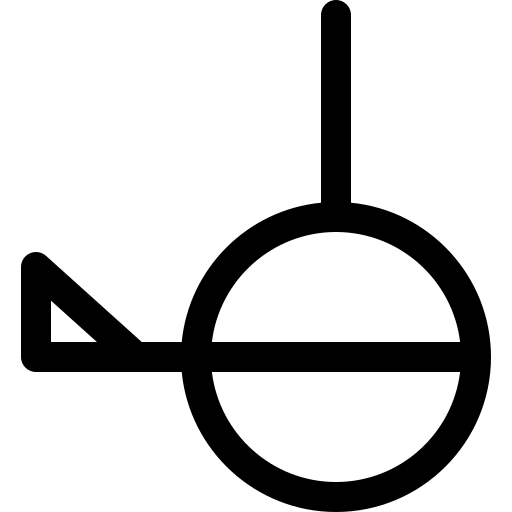
Símbolo demiagênero
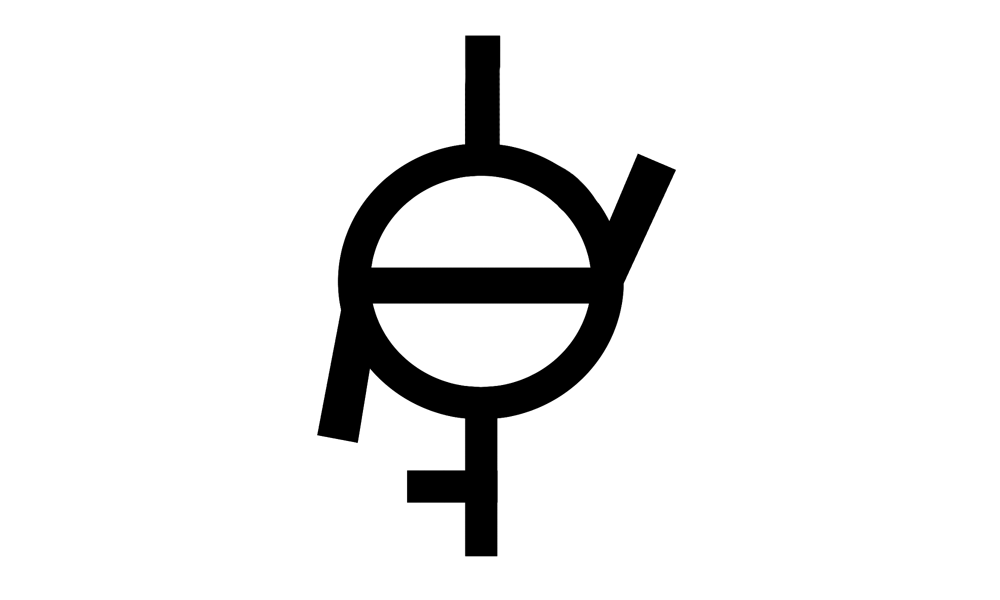
Símbolo demifluide